# 撞針

击针（英語：firing pin，又译撞针），如果自带弹簧机构不需要击锤（hammer）提供冲力则称为击铁（英語：striker），通常指的是现代枪械的枪机中用以撞击子弹的底火引燃发射药、从而产生高压膨胀气体来发射弹头的一個结构零件。此结构为现代枪械非常重要的一部分，通常有保险结构，用以防止子弹误射。撞針亦被採用于手榴弹及火炮等。

## 附註
1. ↑  American Cop. . （原始内容存档于2008-07-23）.
2. ↑  . SAAMI. （原始内容存档于2008-01-31）.